# Jan Hamacek
Jan Hamacek (Prága, 1888. augusztus 12. – Prága, 1953. november 29.) háromszoros Európa-bajnok, Európa-bajnoki ezüst- és bronzérmes bohémiai-csehszlovák jégkorongozó kapus.
Az 1911-es jégkorong-Európa-bajnokságon aranyérmes lett a bohémiai csapatban. Az első világháború után már az újonnan létre hozott Csehszlovákia színeiben indult az Európa-bajnokságokon. Az 1921-es jégkorong-Európa-bajnokságon ezüstérmes lett Svédország mögött. Az 1922-es jégkorong-Európa-bajnokságon aranyérmes lett. Az 1923-as jégkorong-Európa-bajnokság bronzérmesek lettek. Utolsó világeseményén az 1925-ös jégkorong-Európa-bajnokságon aranyérmes lett.
Klubcsapata a HC Slavia Praha volt.